# Кринички (Феодосійський район)
Крини́чки (крим. Krınıçkı) — село в Україні, у Феодосійському районі Автономної Республіки Крим.
Відстань від райцентру до населеного пункта Кринички становить 22 кілометри по прямій.

## Історія

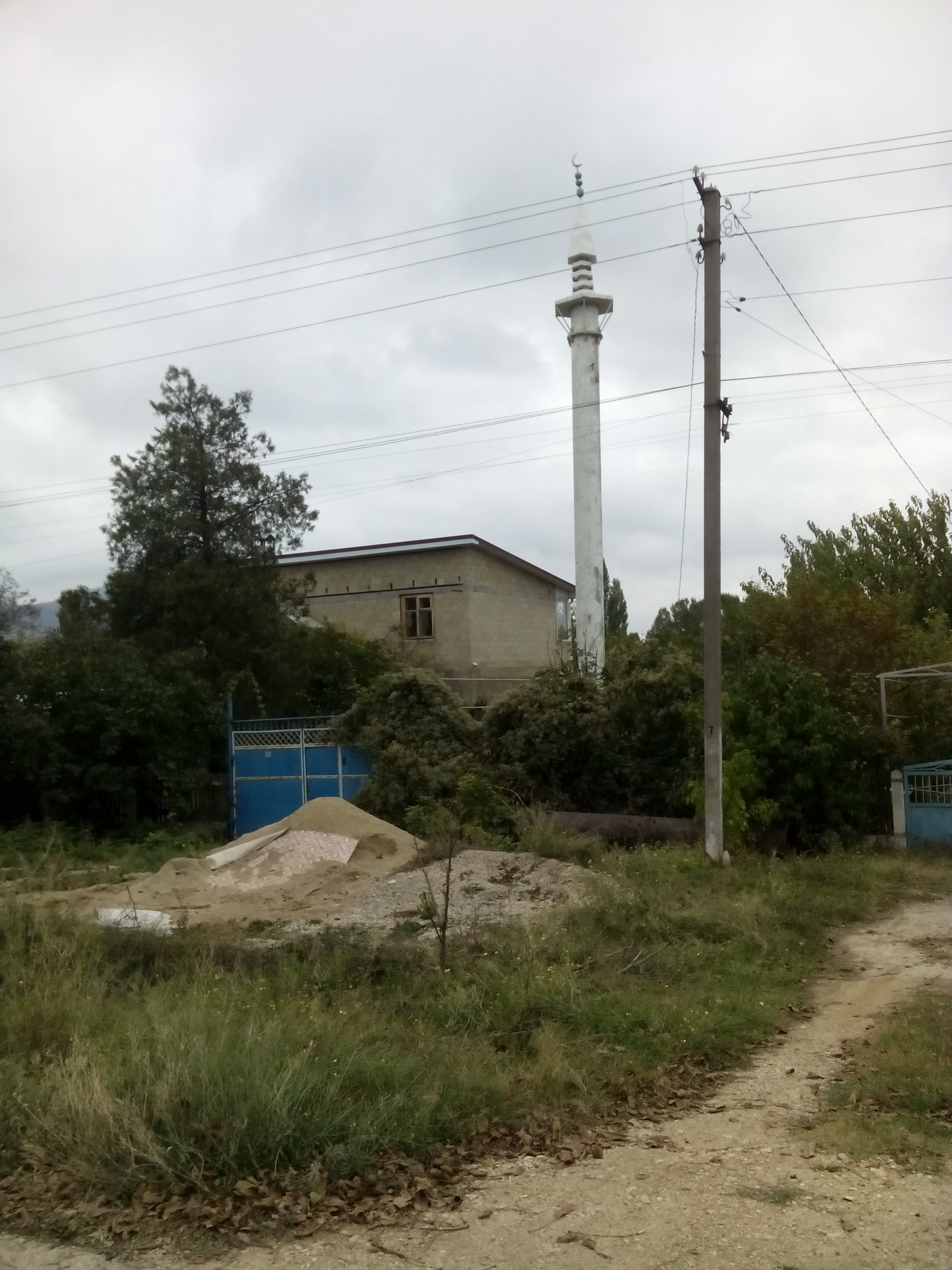
Мечеть в селі, 2016 рік.

19 липня 2023 року, близько 04:30, на військовому полігоні поблизу села Кринички тимчасово окупованого півострова пролунали перші вибухи, розпочалася пожежа та вибухає склад боєприпасів окупаційної російської армії. Окупанти причину вибухів не повідомляли, проте гауляйтер Сергій Аксьонов заявив, що в Криму перекрили незаконно збудований автошлях «Таврида» (Керч — Сімферополь — Севастополь) на ділянці 118—130 км та проведена евакуація мешканців щонайменше з чотирьох населених пунктів.